# Kamoshida Hajime
Kamoshida Hajime (鴨志田 一 (Áp-Chí-Điền Nhất) sinh ngày 11 tháng 4 năm 1978) là một tiểu thuyết gia người Nhật Bản. Những tác phẩm nổi tiếng của ông là light novel Sakura-sō no Pet na Kanojo và Hội chứng tuổi thanh xuân, đã được chuyển thể sang manga và anime. Tác phẩm đầu tay của ông là Kami naki Sekai no Eiyū-tan (神無き世界の英雄伝, "Anh hùng Truyện về Thế giới Vô Thần"), được sáng tác vào năm 2007.

## Tác phẩm

### Light novels[1]
- Kaguya: Tsuki no Usagi no Gin no Hakobune (2007–2008)
- Houkago Idol (2010)
- Sakura-sō no Pet na Kanojo (2009–2014)
- Hội chứng tuổi thanh xuân (2014 – nay)

### Anime
- Just Because! - người viết kịch bản
- Sakura-sō no Pet na Kanojo - tác giả gốc, người viết kịch bản
- Mobile Suit Gundam: Iron-Blooded Orphans - người viết kịch bản
- Seishun Buta Yarou wa Bunny Girl Senpai no Yume wo Minai - tác giả gốc

### Manga
- Mobile Suit Gundam: Iron-Blooded Orphans Steel Moon (2014–2018)
- Tora Kiss: A School Odyssey (2012–2014)